# Lista di asteroidi (405001-406000)
Di seguito una lista di asteroidi dal numero 405001 al 406000 con data di scoperta e scopritore.

## 405001-405100
| Nome     | Designazione provvisoria | Data di scoperta  | Scopritore               |
| -------- | ------------------------ | ----------------- | ------------------------ |
| 405001 - | 2000 SY334               | 26 settembre 2000 | NEAT                     |
| 405002 - | 2000 SR365               | 21 settembre 2000 | LONEOS                   |
| 405003 - | 2000 TX25                | 1º ottobre 2000   | LINEAR                   |
| 405004 - | 2000 TU48                | 1º ottobre 2000   | LINEAR                   |
| 405005 - | 2000 UJ18                | 24 ottobre 2000   | LINEAR                   |
| 405006 - | 2000 UH70                | 25 ottobre 2000   | LINEAR                   |
| 405007 - | 2000 VJ19                | 1º novembre 2000  | LINEAR                   |
| 405008 - | 2000 VT41                | 1º novembre 2000  | LINEAR                   |
| 405009 - | 2000 VO53                | 3 novembre 2000   | LINEAR                   |
| 405010 - | 2000 WL13                | 21 novembre 2000  | LINEAR                   |
| 405011 - | 2000 WT80                | 20 novembre 2000  | LINEAR                   |
| 405012 - | 2000 WP170               | 24 novembre 2000  | LONEOS                   |
| 405013 - | 2000 YK94                | 20 dicembre 2000  | Spacewatch               |
| 405014 - | 2001 CZ28                | 2 febbraio 2001   | LONEOS                   |
| 405015 - | 2001 DW23                | 17 febbraio 2001  | LINEAR                   |
| 405016 - | 2001 DD55                | 16 febbraio 2001  | Spacewatch               |
| 405017 - | 2001 HE17                | 24 aprile 2001    | Spacewatch               |
| 405018 - | 2001 PY4                 | 7 agosto 2001     | NEAT                     |
| 405019 - | 2001 PY64                | 1º agosto 2001    | NEAT                     |
| 405020 - | 2001 QX                  | 16 agosto 2001    | LINEAR                   |
| 405021 - | 2001 QN48                | 16 agosto 2001    | LINEAR                   |
| 405022 - | 2001 QX128               | 20 agosto 2001    | LINEAR                   |
| 405023 - | 2001 QO130               | 20 agosto 2001    | LINEAR                   |
| 405024 - | 2001 QK189               | 22 agosto 2001    | LINEAR                   |
| 405025 - | 2001 QM190               | 22 agosto 2001    | LINEAR                   |
| 405026 - | 2001 QU207               | 23 agosto 2001    | LONEOS                   |
| 405027 - | 2001 QZ251               | 27 luglio 2001    | LONEOS                   |
| 405028 - | 2001 QC257               | 25 agosto 2001    | LINEAR                   |
| 405029 - | 2001 QH288               | 17 agosto 2001    | NEAT                     |
| 405030 - | 2001 RD9                 | 8 settembre 2001  | LINEAR                   |
| 405031 - | 2001 RO36                | 8 settembre 2001  | LINEAR                   |
| 405032 - | 2001 RO39                | 10 settembre 2001 | LINEAR                   |
| 405033 - | 2001 RD98                | 12 settembre 2001 | Spacewatch               |
| 405034 - | 2001 RW111               | 12 settembre 2001 | LINEAR                   |
| 405035 - | 2001 RO113               | 12 settembre 2001 | LINEAR                   |
| 405036 - | 2001 RT119               | 12 settembre 2001 | LINEAR                   |
| 405037 - | 2001 SQ24                | 16 settembre 2001 | LINEAR                   |
| 405038 - | 2001 SS48                | 16 settembre 2001 | LINEAR                   |
| 405039 - | 2001 SJ60                | 17 settembre 2001 | LINEAR                   |
| 405040 - | 2001 SC85                | 11 settembre 2001 | LONEOS                   |
| 405041 - | 2001 SO89                | 20 settembre 2001 | LINEAR                   |
| 405042 - | 2001 SY102               | 20 settembre 2001 | LINEAR                   |
| 405043 - | 2001 SM116               | 21 settembre 2001 | LINEAR                   |
| 405044 - | 2001 SB127               | 16 settembre 2001 | LINEAR                   |
| 405045 - | 2001 SM129               | 16 settembre 2001 | LINEAR                   |
| 405046 - | 2001 SR166               | 11 settembre 2001 | LONEOS                   |
| 405047 - | 2001 SL185               | 19 settembre 2001 | LINEAR                   |
| 405048 - | 2001 SP191               | 19 settembre 2001 | LINEAR                   |
| 405049 - | 2001 SK193               | 26 agosto 2001    | Spacewatch               |
| 405050 - | 2001 SM198               | 19 settembre 2001 | LINEAR                   |
| 405051 - | 2001 SL199               | 12 settembre 2001 | LINEAR                   |
| 405052 - | 2001 SR215               | 19 settembre 2001 | LINEAR                   |
| 405053 - | 2001 SQ225               | 19 settembre 2001 | LINEAR                   |
| 405054 - | 2001 SJ255               | 19 settembre 2001 | LINEAR                   |
| 405055 - | 2001 SN259               | 20 settembre 2001 | LINEAR                   |
| 405056 - | 2001 SN287               | 21 settembre 2001 | NEAT                     |
| 405057 - | 2001 SO352               | 24 settembre 2001 | NEAT                     |
| 405058 - | 2001 TX16                | 13 ottobre 2001   | LINEAR                   |
| 405059 - | 2001 TO17                | 14 ottobre 2001   | Pravec, P.               |
| 405060 - | 2001 TT18                | 11 ottobre 2001   | Hug, G.                  |
| 405061 - | 2001 TC30                | 20 settembre 2001 | LINEAR                   |
| 405062 - | 2001 TN52                | 13 ottobre 2001   | LINEAR                   |
| 405063 - | 2001 TL86                | 14 ottobre 2001   | LINEAR                   |
| 405064 - | 2001 TV153               | 13 ottobre 2001   | NEAT                     |
| 405065 - | 2001 TA162               | 23 settembre 2001 | LINEAR                   |
| 405066 - | 2001 TS182               | 14 ottobre 2001   | LINEAR                   |
| 405067 - | 2001 TM183               | 14 ottobre 2001   | LINEAR                   |
| 405068 - | 2001 TH225               | 17 settembre 2001 | LONEOS                   |
| 405069 - | 2001 TG231               | 15 ottobre 2001   | NEAT                     |
| 405070 - | 2001 TN257               | 10 ottobre 2001   | NEAT                     |
| 405071 - | 2001 TT258               | 14 ottobre 2001   | Sloan Digital Sky Survey |
| 405072 - | 2001 UT8                 | 20 settembre 2001 | LINEAR                   |
| 405073 - | 2001 UL43                | 17 ottobre 2001   | LINEAR                   |
| 405074 - | 2001 UU58                | 15 ottobre 2001   | Spacewatch               |
| 405075 - | 2001 UU62                | 20 settembre 2001 | LINEAR                   |
| 405076 - | 2001 UP72                | 20 ottobre 2001   | NEAT                     |
| 405077 - | 2001 US77                | 17 ottobre 2001   | LINEAR                   |
| 405078 - | 2001 UK85                | 16 ottobre 2001   | Spacewatch               |
| 405079 - | 2001 UB105               | 20 ottobre 2001   | LINEAR                   |
| 405080 - | 2001 UL142               | 23 ottobre 2001   | LINEAR                   |
| 405081 - | 2001 UH172               | 18 ottobre 2001   | NEAT                     |
| 405082 - | 2001 UO204               | 14 ottobre 2001   | LINEAR                   |
| 405083 - | 2001 UG209               | 20 ottobre 2001   | LINEAR                   |
| 405084 - | 2001 UG218               | 26 ottobre 2001   | Spacewatch               |
| 405085 - | 2001 UQ231               | 11 settembre 2001 | Spacewatch               |
| 405086 - | 2001 VS74                | 14 novembre 2001  | Spacewatch               |
| 405087 - | 2001 WC20                | 23 ottobre 2001   | LINEAR                   |
| 405088 - | 2001 WN32                | 17 novembre 2001  | LINEAR                   |
| 405089 - | 2001 WD72                | 9 novembre 2001   | LINEAR                   |
| 405090 - | 2001 XK32                | 7 dicembre 2001   | Spacewatch               |
| 405091 - | 2001 XT32                | 21 ottobre 2001   | LINEAR                   |
| 405092 - | 2001 XM46                | 9 dicembre 2001   | LINEAR                   |
| 405093 - | 2001 XW88                | 9 dicembre 2001   | LINEAR                   |
| 405094 - | 2001 XE91                | 12 novembre 2001  | LINEAR                   |
| 405095 - | 2001 XL141               | 20 novembre 2001  | LINEAR                   |
| 405096 - | 2001 XF174               | 14 dicembre 2001  | LINEAR                   |
| 405097 - | 2001 XY198               | 14 dicembre 2001  | LINEAR                   |
| 405098 - | 2001 XG217               | 14 dicembre 2001  | LINEAR                   |
| 405099 - | 2001 XY234               | 20 novembre 2001  | LINEAR                   |
| 405100 - | 2001 YZ8                 | 17 dicembre 2001  | LINEAR                   |

## 405101-405200
| Nome     | Designazione provvisoria | Data di scoperta  | Scopritore                           |
| -------- | ------------------------ | ----------------- | ------------------------------------ |
| 405101 - | 2001 YQ14                | 7 dicembre 2001   | Spacewatch                           |
| 405102 - | 2002 AZ43                | 6 gennaio 2002    | Spacewatch                           |
| 405103 - | 2002 AH55                | 24 dicembre 2001  | Spacewatch                           |
| 405104 - | 2002 AN68                | 12 gennaio 2002   | Spacewatch                           |
| 405105 - | 2002 BJ26                | 27 novembre 2001  | LINEAR                               |
| 405106 - | 2002 CE60                | 6 febbraio 2002   | LINEAR                               |
| 405107 - | 2002 CY70                | 7 febbraio 2002   | LINEAR                               |
| 405108 - | 2002 CF98                | 7 febbraio 2002   | LINEAR                               |
| 405109 - | 2002 CB246               | 13 febbraio 2002  | Spacewatch                           |
| 405110 - | 2002 CL252               | 4 febbraio 2002   | LONEOS                               |
| 405111 - | 2002 CG260               | 7 febbraio 2002   | NEAT                                 |
| 405112 - | 2002 DK19                | 17 febbraio 2002  | NEAT                                 |
| 405113 - | 2002 ED4                 | 10 marzo 2002     | Asiago-DLR Asteroid Survey           |
| 405114 - | 2002 EE82                | 13 marzo 2002     | NEAT                                 |
| 405115 - | 2002 EO162               | 4 marzo 2002      | Spacewatch                           |
| 405116 - | 2002 FQ15                | 16 marzo 2002     | NEAT                                 |
| 405117 - | 2002 FG22                | 19 marzo 2002     | LINEAR                               |
| 405118 - | 2002 FN30                | 20 marzo 2002     | LINEAR                               |
| 405119 - | 2002 FW33                | 20 marzo 2002     | LINEAR                               |
| 405120 - | 2002 FS41                | 21 marzo 2002     | Spacewatch                           |
| 405121 - | 2002 GF2                 | 6 aprile 2002     | Ball, L.                             |
| 405122 - | 2002 GO2                 | 4 aprile 2002     | NEAT                                 |
| 405123 - | 2002 GB5                 | 9 aprile 2002     | Terskol                              |
| 405124 - | 2002 GS51                | 5 aprile 2002     | NEAT                                 |
| 405125 - | 2002 GM112               | 10 aprile 2002    | LINEAR                               |
| 405126 - | 2002 GU121               | 10 aprile 2002    | LINEAR                               |
| 405127 - | 2002 GB135               | 12 aprile 2002    | LINEAR                               |
| 405128 - | 2002 GU162               | 14 aprile 2002    | NEAT                                 |
| 405129 - | 2002 HW8                 | 19 aprile 2002    | Spacewatch                           |
| 405130 - | 2002 JO9                 | 7 maggio 2002     | Spacewatch                           |
| 405131 - | 2002 JV17                | 7 maggio 2002     | NEAT                                 |
| 405132 - | 2002 JH36                | 9 maggio 2002     | LINEAR                               |
| 405133 - | 2002 LB15                | 6 giugno 2002     | LINEAR                               |
| 405134 - | 2002 PU110               | 13 agosto 2002    | LONEOS                               |
| 405135 - | 2002 PJ177               | 11 agosto 2002    | NEAT                                 |
| 405136 - | 2002 PK180               | 8 agosto 2002     | NEAT                                 |
| 405137 - | 2002 PE202               | 25 agosto 1998    | ODAS                                 |
| 405138 - | 2002 QC3                 | 16 agosto 2002    | NEAT                                 |
| 405139 - | 2002 QE34                | 29 agosto 2002    | NEAT                                 |
| 405140 - | 2002 QR121               | 16 agosto 2002    | NEAT                                 |
| 405141 - | 2002 QP138               | 17 agosto 2002    | NEAT                                 |
| 405142 - | 2002 RF179               | 14 settembre 2002 | Spacewatch                           |
| 405143 - | 2002 RZ182               | 11 settembre 2002 | NEAT                                 |
| 405144 - | 2002 RD218               | 25 settembre 1998 | LONEOS                               |
| 405145 - | 2002 RS245               | 1º settembre 2002 | NEAT                                 |
| 405146 - | 2002 RJ255               | 15 settembre 2002 | NEAT                                 |
| 405147 - | 2002 RD266               | 13 settembre 2002 | NEAT                                 |
| 405148 - | 2002 RN288               | 27 aprile 2001    | Spacewatch                           |
| 405149 - | 2002 SE12                | 15 settembre 2002 | Beijing Schmidt CCD Asteroid Program |
| 405150 - | 2002 ST48                | 30 settembre 2002 | LINEAR                               |
| 405151 - | 2002 SH64                | 16 settembre 2002 | NEAT                                 |
| 405152 - | 2002 TM                  | 1º ottobre 2002   | LONEOS                               |
| 405153 - | 2002 TH64                | 3 ottobre 2002    | CINEOS                               |
| 405154 - | 2002 TN64                | 5 ottobre 2002    | Juels, C. W., Holvorcem, P. R.       |
| 405155 - | 2002 TY97                | 3 ottobre 2002    | NEAT                                 |
| 405156 - | 2002 TW149               | 5 ottobre 2002    | NEAT                                 |
| 405157 - | 2002 TW209               | 6 ottobre 2002    | NEAT                                 |
| 405158 - | 2002 TS244               | 10 ottobre 2002   | NEAT                                 |
| 405159 - | 2002 TS312               | 4 ottobre 2002    | Sloan Digital Sky Survey             |
| 405160 - | 2002 TX333               | 5 ottobre 2002    | Sloan Digital Sky Survey             |
| 405161 - | 2002 TX348               | 5 ottobre 2002    | Sloan Digital Sky Survey             |
| 405162 - | 2002 TG367               | 10 ottobre 2002   | Sloan Digital Sky Survey             |
| 405163 - | 2002 UD32                | 30 ottobre 2002   | NEAT                                 |
| 405164 - | 2002 UY32                | 31 ottobre 2002   | LONEOS                               |
| 405165 - | 2002 UG37                | 31 ottobre 2002   | LONEOS                               |
| 405166 - | 2002 UO71                | 4 marzo 2000      | LINEAR                               |
| 405167 - | 2002 VF13                | 4 novembre 2002   | NEAT                                 |
| 405168 - | 2002 VL46                | 5 novembre 2002   | NEAT                                 |
| 405169 - | 2002 VO56                | 6 novembre 2002   | LONEOS                               |
| 405170 - | 2002 VK64                | 6 novembre 2002   | NEAT                                 |
| 405171 - | 2002 VN102               | 5 ottobre 2002    | LINEAR                               |
| 405172 - | 2002 VE105               | 12 novembre 2002  | LINEAR                               |
| 405173 - | 2002 VM106               | 12 novembre 2002  | LINEAR                               |
| 405174 - | 2002 VR106               | 12 novembre 2002  | LINEAR                               |
| 405175 - | 2002 VF113               | 13 novembre 2002  | NEAT                                 |
| 405176 - | 2002 VB123               | 13 novembre 2002  | NEAT                                 |
| 405177 - | 2002 VX125               | 14 novembre 2002  | NEAT                                 |
| 405178 - | 2002 VN133               | 5 novembre 2002   | LINEAR                               |
| 405179 - | 2002 WT1                 | 23 novembre 2002  | NEAT                                 |
| 405180 - | 2002 WF2                 | 23 novembre 2002  | NEAT                                 |
| 405181 - | 2002 XA22                | 2 dicembre 2002   | NEAT                                 |
| 405182 - | 2002 XU117               | 10 dicembre 2002  | NEAT                                 |
| 405183 - | 2002 YS15                | 31 dicembre 2002  | Spacewatch                           |
| 405184 - | 2003 AC15                | 3 gennaio 2003    | LINEAR                               |
| 405185 - | 2003 AQ21                | 5 gennaio 2003    | LINEAR                               |
| 405186 - | 2003 AF42                | 7 gennaio 2003    | LINEAR                               |
| 405187 - | 2003 AV66                | 7 gennaio 2003    | LINEAR                               |
| 405188 - | 2003 AM75                | 10 gennaio 2003   | LINEAR                               |
| 405189 - | 2003 BO1                 | 25 gennaio 2003   | NEAT                                 |
| 405190 - | 2003 BK4                 | 25 gennaio 2003   | Boattini, A., Scholl, H.             |
| 405191 - | 2003 BE5                 | 24 gennaio 2003   | Boattini, A., Scholl, H.             |
| 405192 - | 2003 BM30                | 27 gennaio 2003   | LINEAR                               |
| 405193 - | 2003 BJ59                | 27 gennaio 2003   | LINEAR                               |
| 405194 - | 2003 CD1                 | 1º febbraio 2003  | NEAT                                 |
| 405195 - | 2003 CX18                | 8 febbraio 2003   | LONEOS                               |
| 405196 - | 2003 CQ25                | 6 febbraio 2003   | LINEAR                               |
| 405197 - | 2003 DU4                 | 22 febbraio 2003  | NEAT                                 |
| 405198 - | 2003 DU21                | 28 febbraio 2003  | LINEAR                               |
| 405199 - | 2003 DW21                | 28 febbraio 2003  | LINEAR                               |
| 405200 - | 2003 EE50                | 11 marzo 2003     | NEAT                                 |

## 405201-405300
| Nome            | Designazione provvisoria | Data di scoperta  | Scopritore               |
| --------------- | ------------------------ | ----------------- | ------------------------ |
| 405201 -        | 2003 FF3                 | 26 febbraio 2003  | LINEAR                   |
| 405202 -        | 2003 FW74                | 26 marzo 2003     | NEAT                     |
| 405203 -        | 2003 GC57                | 7 aprile 2003     | Yeung, W. K. Y.          |
| 405204 -        | 2003 HP8                 | 25 aprile 2003    | LONEOS                   |
| 405205 -        | 2003 HS29                | 28 aprile 2003    | LONEOS                   |
| 405206 -        | 2003 HK42                | 28 aprile 2003    | LONEOS                   |
| 405207 Konstanz | 2003 KP18                | 24 maggio 2003    | KLENOT                   |
| 405208 -        | 2003 ND10                | 3 luglio 2003     | Spacewatch               |
| 405209 -        | 2003 OV2                 | 23 luglio 2003    | NEAT                     |
| 405210 -        | 2003 OY10                | 27 luglio 2003    | Broughton, J.            |
| 405211 -        | 2003 PD6                 | 1º agosto 2003    | LINEAR                   |
| 405212 -        | 2003 QC10                | 22 agosto 2003    | LINEAR                   |
| 405213 -        | 2003 QN14                | 20 agosto 2003    | NEAT                     |
| 405214 -        | 2003 QC39                | 22 agosto 2003    | NEAT                     |
| 405215 -        | 2003 QH48                | 20 agosto 2003    | NEAT                     |
| 405216 -        | 2003 QL59                | 23 agosto 2003    | LINEAR                   |
| 405217 -        | 2003 QD72                | 26 agosto 2003    | LINEAR                   |
| 405218 -        | 2003 QV111               | 31 agosto 2003    | NEAT                     |
| 405219 -        | 2003 QY114               | 22 agosto 2003    | NEAT                     |
| 405220 -        | 2003 RM2                 | 1º settembre 2003 | LINEAR                   |
| 405221 -        | 2003 RM3                 | 1º settembre 2003 | LINEAR                   |
| 405222 -        | 2003 RV20                | 26 agosto 2003    | LINEAR                   |
| 405223 -        | 2003 SK31                | 18 settembre 2003 | Spacewatch               |
| 405224 -        | 2003 SO32                | 16 settembre 2003 | NEAT                     |
| 405225 -        | 2003 SW33                | 18 settembre 2003 | LINEAR                   |
| 405226 -        | 2003 SA41                | 17 settembre 2003 | NEAT                     |
| 405227 -        | 2003 SA43                | 16 settembre 2003 | LONEOS                   |
| 405228 -        | 2003 SP62                | 17 settembre 2003 | Spacewatch               |
| 405229 -        | 2003 SA66                | 18 settembre 2003 | LINEAR                   |
| 405230 -        | 2003 SJ79                | 19 settembre 2003 | Spacewatch               |
| 405231 -        | 2003 SJ83                | 18 settembre 2003 | Spacewatch               |
| 405232 -        | 2003 SU90                | 18 settembre 2003 | LINEAR                   |
| 405233 -        | 2003 SH111               | 18 settembre 2003 | CINEOS                   |
| 405234 -        | 2003 SU117               | 16 settembre 2003 | NEAT                     |
| 405235 -        | 2003 SS121               | 17 settembre 2003 | Spacewatch               |
| 405236 -        | 2003 SU121               | 17 settembre 2003 | NEAT                     |
| 405237 -        | 2003 SL130               | 20 settembre 2003 | LINEAR                   |
| 405238 -        | 2003 SW131               | 18 settembre 2003 | Spacewatch               |
| 405239 -        | 2003 SU132               | 19 settembre 2003 | Spacewatch               |
| 405240 -        | 2003 ST133               | 18 settembre 2003 | NEAT                     |
| 405241 -        | 2003 SC140               | 18 settembre 2003 | CINEOS                   |
| 405242 -        | 2003 SM141               | 19 settembre 2003 | NEAT                     |
| 405243 -        | 2003 SL151               | 17 settembre 2003 | NEAT                     |
| 405244 -        | 2003 SV154               | 19 settembre 2003 | LONEOS                   |
| 405245 -        | 2003 SP179               | 19 settembre 2003 | NEAT                     |
| 405246 -        | 2003 SB187               | 22 settembre 2003 | LONEOS                   |
| 405247 -        | 2003 SG202               | 22 settembre 2003 | LONEOS                   |
| 405248 -        | 2003 SN203               | 22 settembre 2003 | LONEOS                   |
| 405249 -        | 2003 SD206               | 23 settembre 2003 | NEAT                     |
| 405250 -        | 2003 SE206               | 2 settembre 2003  | LINEAR                   |
| 405251 -        | 2003 ST230               | 24 settembre 2003 | NEAT                     |
| 405252 -        | 2003 SL244               | 17 settembre 2003 | Spacewatch               |
| 405253 -        | 2003 SZ248               | 26 settembre 2003 | LINEAR                   |
| 405254 -        | 2003 SR264               | 28 settembre 2003 | LINEAR                   |
| 405255 -        | 2003 SY264               | 28 settembre 2003 | LINEAR                   |
| 405256 -        | 2003 SY265               | 29 settembre 2003 | LINEAR                   |
| 405257 -        | 2003 SZ265               | 29 settembre 2003 | LINEAR                   |
| 405258 -        | 2003 SS266               | 29 settembre 2003 | LINEAR                   |
| 405259 -        | 2003 SR269               | 28 settembre 2003 | Tucker, R. A.            |
| 405260 -        | 2003 SY285               | 20 settembre 2003 | Spacewatch               |
| 405261 -        | 2003 SB287               | 29 settembre 2003 | Spacewatch               |
| 405262 -        | 2003 SK288               | 28 settembre 2003 | Yeung, W. K. Y.          |
| 405263 -        | 2003 SQ301               | 17 settembre 2003 | NEAT                     |
| 405264 -        | 2003 SF311               | 29 settembre 2003 | LINEAR                   |
| 405265 -        | 2003 SG313               | 18 settembre 2003 | Spacewatch               |
| 405266 -        | 2003 SV322               | 16 settembre 2003 | Spacewatch               |
| 405267 -        | 2003 SL324               | 17 settembre 2003 | Spacewatch               |
| 405268 -        | 2003 SW325               | 18 settembre 2003 | NEAT                     |
| 405269 -        | 2003 SD326               | 18 settembre 2003 | Spacewatch               |
| 405270 -        | 2003 SZ326               | 18 settembre 2003 | Spacewatch               |
| 405271 -        | 2003 SV328               | 21 settembre 2003 | Spacewatch               |
| 405272 -        | 2003 SM332               | 28 settembre 2003 | Spacewatch               |
| 405273 -        | 2003 SJ335               | 26 settembre 2003 | Sloan Digital Sky Survey |
| 405274 -        | 2003 SM336               | 27 settembre 2003 | Sloan Digital Sky Survey |
| 405275 -        | 2003 SR338               | 26 settembre 2003 | Sloan Digital Sky Survey |
| 405276 -        | 2003 SY338               | 26 settembre 2003 | Sloan Digital Sky Survey |
| 405277 -        | 2003 SF339               | 26 settembre 2003 | Sloan Digital Sky Survey |
| 405278 -        | 2003 SF340               | 28 settembre 2003 | Sloan Digital Sky Survey |
| 405279 -        | 2003 SY349               | 18 settembre 2003 | Spacewatch               |
| 405280 -        | 2003 SZ365               | 16 settembre 2003 | Spacewatch               |
| 405281 -        | 2003 SD400               | 26 settembre 2003 | Sloan Digital Sky Survey |
| 405282 -        | 2003 SQ402               | 27 settembre 2003 | Spacewatch               |
| 405283 -        | 2003 SW404               | 27 settembre 2003 | Sloan Digital Sky Survey |
| 405284 -        | 2003 SC422               | 26 settembre 2003 | Sloan Digital Sky Survey |
| 405285 -        | 2003 SV424               | 25 settembre 2003 | Wiegert, P. A.           |
| 405286 -        | 2003 SY431               | 17 settembre 2003 | Spacewatch               |
| 405287 -        | 2003 SK433               | 28 settembre 2003 | Sloan Digital Sky Survey |
| 405288 -        | 2003 TL5                 | 3 ottobre 2003    | Spacewatch               |
| 405289 -        | 2003 TS8                 | 3 ottobre 2003    | Spacewatch               |
| 405290 -        | 2003 TC13                | 5 ottobre 2003    | LINEAR                   |
| 405291 -        | 2003 TH14                | 14 ottobre 2003   | LONEOS                   |
| 405292 -        | 2003 TJ16                | 15 ottobre 2003   | LONEOS                   |
| 405293 -        | 2003 TR16                | 14 ottobre 2003   | NEAT                     |
| 405294 -        | 2003 TK17                | 15 ottobre 2003   | NEAT                     |
| 405295 -        | 2003 TC36                | 1º ottobre 2003   | Spacewatch               |
| 405296 -        | 2003 TW39                | 2 ottobre 2003    | Spacewatch               |
| 405297 -        | 2003 TM54                | 5 ottobre 2003    | Spacewatch               |
| 405298 -        | 2003 TG57                | 5 ottobre 2003    | LINEAR                   |
| 405299 -        | 2003 TZ58                | 2 ottobre 2003    | Spacewatch               |
| 405300 -        | 2003 UQ                  | 16 ottobre 2003   | LINEAR                   |

## 405301-405400
| Nome     | Designazione provvisoria | Data di scoperta  | Scopritore               |
| -------- | ------------------------ | ----------------- | ------------------------ |
| 405301 - | 2003 UH5                 | 18 ottobre 2003   | Young, J. W.             |
| 405302 - | 2003 UO7                 | 28 agosto 2003    | LINEAR                   |
| 405303 - | 2003 UW17                | 16 ottobre 2003   | Spacewatch               |
| 405304 - | 2003 UH25                | 22 ottobre 2003   | McClusky, J. V.          |
| 405305 - | 2003 UJ25                | 22 ottobre 2003   | McClusky, J. V.          |
| 405306 - | 2003 UP29                | 24 ottobre 2003   | LINEAR                   |
| 405307 - | 2003 UH33                | 30 settembre 2003 | Spacewatch               |
| 405308 - | 2003 UQ35                | 16 ottobre 2003   | Spacewatch               |
| 405309 - | 2003 US57                | 16 ottobre 2003   | Spacewatch               |
| 405310 - | 2003 UB62                | 28 settembre 2003 | LONEOS                   |
| 405311 - | 2003 UX66                | 18 ottobre 2003   | LINEAR                   |
| 405312 - | 2003 UP69                | 21 settembre 2003 | Spacewatch               |
| 405313 - | 2003 UT81                | 17 ottobre 2003   | Spacewatch               |
| 405314 - | 2003 UJ82                | 19 ottobre 2003   | Spacewatch               |
| 405315 - | 2003 UM95                | 18 ottobre 2003   | Spacewatch               |
| 405316 - | 2003 UN99                | 19 ottobre 2003   | LONEOS                   |
| 405317 - | 2003 UM101               | 29 settembre 2003 | LINEAR                   |
| 405318 - | 2003 UW105               | 18 ottobre 2003   | NEAT                     |
| 405319 - | 2003 UJ149               | 28 settembre 2003 | LINEAR                   |
| 405320 - | 2003 UU164               | 21 ottobre 2003   | LINEAR                   |
| 405321 - | 2003 UN165               | 21 ottobre 2003   | Spacewatch               |
| 405322 - | 2003 UN176               | 21 ottobre 2003   | LONEOS                   |
| 405323 - | 2003 UF195               | 20 ottobre 2003   | Spacewatch               |
| 405324 - | 2003 UT221               | 22 ottobre 2003   | Spacewatch               |
| 405325 - | 2003 UM225               | 22 ottobre 2003   | Spacewatch               |
| 405326 - | 2003 UM235               | 19 ottobre 2003   | Spacewatch               |
| 405327 - | 2003 UT239               | 30 settembre 2003 | Spacewatch               |
| 405328 - | 2003 UH245               | 24 ottobre 2003   | LINEAR                   |
| 405329 - | 2003 UW249               | 25 ottobre 2003   | LINEAR                   |
| 405330 - | 2003 UP266               | 28 ottobre 2003   | LINEAR                   |
| 405331 - | 2003 UV269               | 29 ottobre 2003   | CSS                      |
| 405332 - | 2003 UM279               | 27 ottobre 2003   | Spacewatch               |
| 405333 - | 2003 UB282               | 20 settembre 2003 | Spacewatch               |
| 405334 - | 2003 UR296               | 28 settembre 2003 | Spacewatch               |
| 405335 - | 2003 UN302               | 17 ottobre 2003   | Spacewatch               |
| 405336 - | 2003 UW320               | 24 ottobre 2003   | LINEAR                   |
| 405337 - | 2003 UL327               | 17 ottobre 2003   | Sloan Digital Sky Survey |
| 405338 - | 2003 UH328               | 17 ottobre 2003   | Sloan Digital Sky Survey |
| 405339 - | 2003 UZ328               | 17 ottobre 2003   | Sloan Digital Sky Survey |
| 405340 - | 2003 UF334               | 18 ottobre 2003   | Sloan Digital Sky Survey |
| 405341 - | 2003 UP336               | 18 ottobre 2003   | Sloan Digital Sky Survey |
| 405342 - | 2003 UE340               | 18 ottobre 2003   | Spacewatch               |
| 405343 - | 2003 UP340               | 18 ottobre 2003   | Spacewatch               |
| 405344 - | 2003 UN352               | 19 ottobre 2003   | Sloan Digital Sky Survey |
| 405345 - | 2003 UX371               | 22 ottobre 2003   | Spacewatch               |
| 405346 - | 2003 UX372               | 22 ottobre 2003   | Sloan Digital Sky Survey |
| 405347 - | 2003 UT401               | 19 settembre 2003 | Spacewatch               |
| 405348 - | 2003 UE415               | 19 ottobre 2003   | Spacewatch               |
| 405349 - | 2003 VU6                 | 15 novembre 2003  | Spacewatch               |
| 405350 - | 2003 VV11                | 3 novembre 2003   | LINEAR                   |
| 405351 - | 2003 WV10                | 18 novembre 2003  | Spacewatch               |
| 405352 - | 2003 WM27                | 16 novembre 2003  | Spacewatch               |
| 405353 - | 2003 WY27                | 16 novembre 2003  | Spacewatch               |
| 405354 - | 2003 WO39                | 19 novembre 2003  | Spacewatch               |
| 405355 - | 2003 WF46                | 21 novembre 2003  | LINEAR                   |
| 405356 - | 2003 WM54                | 20 novembre 2003  | LINEAR                   |
| 405357 - | 2003 WP58                | 18 novembre 2003  | Spacewatch               |
| 405358 - | 2003 WF60                | 24 ottobre 2003   | LINEAR                   |
| 405359 - | 2003 WN63                | 19 novembre 2003  | Spacewatch               |
| 405360 - | 2003 WZ80                | 20 novembre 2003  | LINEAR                   |
| 405361 - | 2003 WW98                | 20 novembre 2003  | CSS                      |
| 405362 - | 2003 WT114               | 20 novembre 2003  | LINEAR                   |
| 405363 - | 2003 WB116               | 20 novembre 2003  | LINEAR                   |
| 405364 - | 2003 WR124               | 20 novembre 2003  | LINEAR                   |
| 405365 - | 2003 WG132               | 19 novembre 2003  | Spacewatch               |
| 405366 - | 2003 WM151               | 26 novembre 2003  | Spacewatch               |
| 405367 - | 2003 WN153               | 26 novembre 2003  | LONEOS                   |
| 405368 - | 2003 XO25                | 1º dicembre 2003  | LINEAR                   |
| 405369 - | 2003 XU37                | 4 dicembre 2003   | LINEAR                   |
| 405370 - | 2003 YG18                | 17 dicembre 2003  | Spacewatch               |
| 405371 - | 2003 YK121               | 27 dicembre 2003  | LINEAR                   |
| 405372 - | 2003 YF152               | 29 dicembre 2003  | LINEAR                   |
| 405373 - | 2004 AR23                | 15 gennaio 2004   | Spacewatch               |
| 405374 - | 2004 BR29                | 18 gennaio 2004   | NEAT                     |
| 405375 - | 2004 BN48                | 21 gennaio 2004   | LINEAR                   |
| 405376 - | 2004 BJ69                | 18 gennaio 2004   | Spacewatch               |
| 405377 - | 2004 BK73                | 27 dicembre 2003  | LINEAR                   |
| 405378 - | 2004 BJ128               | 16 gennaio 2004   | Spacewatch               |
| 405379 - | 2004 BM141               | 19 gennaio 2004   | Spacewatch               |
| 405380 - | 2004 BK145               | 19 gennaio 2004   | Spacewatch               |
| 405381 - | 2004 BJ159               | 20 gennaio 2004   | Cerro Paranal            |
| 405382 - | 2004 CK14                | 11 febbraio 2004  | Spacewatch               |
| 405383 - | 2004 CM60                | 11 febbraio 2004  | NEAT                     |
| 405384 - | 2004 DS67                | 26 febbraio 2004  | Buie, M. W.              |
| 405385 - | 2004 DN70                | 26 febbraio 2004  | LINEAR                   |
| 405386 - | 2004 ED20                | 14 marzo 2004     | CSS                      |
| 405387 - | 2004 EV36                | 13 marzo 2004     | NEAT                     |
| 405388 - | 2004 EU86                | 15 marzo 2004     | Spacewatch               |
| 405389 - | 2004 EZ91                | 15 marzo 2004     | Spacewatch               |
| 405390 - | 2004 FH67                | 20 marzo 2004     | LINEAR                   |
| 405391 - | 2004 FF72                | 17 marzo 2004     | Spacewatch               |
| 405392 - | 2004 FA76                | 17 marzo 2004     | Spacewatch               |
| 405393 - | 2004 GQ41                | 13 aprile 2004    | NEAT                     |
| 405394 - | 2004 HS8                 | 16 aprile 2004    | LINEAR                   |
| 405395 - | 2004 HW39                | 19 aprile 2004    | Spacewatch               |
| 405396 - | 2004 JU4                 | 11 maggio 2004    | LONEOS                   |
| 405397 - | 2004 LB12                | 15 giugno 2004    | LINEAR                   |
| 405398 - | 2004 LJ28                | 14 giugno 2004    | Spacewatch               |
| 405399 - | 2004 OJ                  | 16 luglio 2004    | LINEAR                   |
| 405400 - | 2004 PB8                 | 6 agosto 2004     | NEAT                     |

## 405401-405500
| Nome     | Designazione provvisoria | Data di scoperta  | Scopritore           |
| -------- | ------------------------ | ----------------- | -------------------- |
| 405401 - | 2004 PH35                | 8 agosto 2004     | LONEOS               |
| 405402 - | 2004 PT35                | 8 agosto 2004     | LONEOS               |
| 405403 - | 2004 PJ50                | 8 agosto 2004     | LINEAR               |
| 405404 - | 2004 PJ77                | 9 agosto 2004     | LINEAR               |
| 405405 - | 2004 PE88                | 11 agosto 2004    | LINEAR               |
| 405406 - | 2004 RN18                | 7 settembre 2004  | Spacewatch           |
| 405407 - | 2004 RJ23                | 26 agosto 2004    | CSS                  |
| 405408 - | 2004 RA31                | 12 agosto 2004    | LINEAR               |
| 405409 - | 2004 RQ72                | 8 settembre 2004  | LINEAR               |
| 405410 - | 2004 RQ73                | 8 settembre 2004  | LINEAR               |
| 405411 - | 2004 RT98                | 8 settembre 2004  | LINEAR               |
| 405412 - | 2004 RX98                | 23 agosto 2004    | Spacewatch           |
| 405413 - | 2004 RZ135               | 7 settembre 2004  | Spacewatch           |
| 405414 - | 2004 RL145               | 23 agosto 2004    | Spacewatch           |
| 405415 - | 2004 RN162               | 11 settembre 2004 | LINEAR               |
| 405416 - | 2004 RG172               | 9 settembre 2004  | LINEAR               |
| 405417 - | 2004 RS197               | 10 settembre 2004 | LINEAR               |
| 405418 - | 2004 RX204               | 12 settembre 2004 | Spacewatch           |
| 405419 - | 2004 RV207               | 11 settembre 2004 | LINEAR               |
| 405420 - | 2004 RU240               | 10 settembre 2004 | Spacewatch           |
| 405421 - | 2004 RB321               | 13 settembre 2004 | LINEAR               |
| 405422 - | 2004 RJ322               | 13 settembre 2004 | LINEAR               |
| 405423 - | 2004 RE328               | 13 settembre 2004 | LONEOS               |
| 405424 - | 2004 RS335               | 15 settembre 2004 | Spacewatch           |
| 405425 - | 2004 RE346               | 7 settembre 2004  | Spacewatch           |
| 405426 - | 2004 SL2                 | 16 settembre 2004 | Jarnac               |
| 405427 - | 2004 ST9                 | 17 settembre 2004 | Spacewatch           |
| 405428 - | 2004 ST34                | 17 settembre 2004 | Spacewatch           |
| 405429 - | 2004 SF35                | 25 agosto 2004    | Spacewatch           |
| 405430 - | 2004 SX48                | 21 settembre 2004 | LINEAR               |
| 405431 - | 2004 SJ49                | 21 settembre 2004 | LINEAR               |
| 405432 - | 2004 TF2                 | 4 ottobre 2004    | Spacewatch           |
| 405433 - | 2004 TW4                 | 4 ottobre 2004    | Spacewatch           |
| 405434 - | 2004 TT21                | 4 ottobre 2004    | Spacewatch           |
| 405435 - | 2004 TJ27                | 4 ottobre 2004    | Spacewatch           |
| 405436 - | 2004 TT35                | 4 ottobre 2004    | Spacewatch           |
| 405437 - | 2004 TC51                | 4 ottobre 2004    | Spacewatch           |
| 405438 - | 2004 TE64                | 5 ottobre 2004    | Spacewatch           |
| 405439 - | 2004 TG64                | 5 ottobre 2004    | Spacewatch           |
| 405440 - | 2004 TO78                | 4 ottobre 2004    | LINEAR               |
| 405441 - | 2004 TD83                | 5 ottobre 2004    | Spacewatch           |
| 405442 - | 2004 TL83                | 5 ottobre 2004    | Spacewatch           |
| 405443 - | 2004 TT83                | 5 ottobre 2004    | Spacewatch           |
| 405444 - | 2004 TL84                | 5 ottobre 2004    | Spacewatch           |
| 405445 - | 2004 TU85                | 5 ottobre 2004    | Spacewatch           |
| 405446 - | 2004 TP86                | 5 ottobre 2004    | Spacewatch           |
| 405447 - | 2004 TV90                | 7 settembre 2004  | Spacewatch           |
| 405448 - | 2004 TM99                | 5 ottobre 2004    | Spacewatch           |
| 405449 - | 2004 TN112               | 7 ottobre 2004    | NEAT                 |
| 405450 - | 2004 TR151               | 10 settembre 2004 | Spacewatch           |
| 405451 - | 2004 TT175               | 9 ottobre 2004    | LINEAR               |
| 405452 - | 2004 TV197               | 7 ottobre 2004    | Spacewatch           |
| 405453 - | 2004 TB206               | 7 ottobre 2004    | Spacewatch           |
| 405454 - | 2004 TP221               | 7 ottobre 2004    | LINEAR               |
| 405455 - | 2004 TN238               | 9 ottobre 2004    | Spacewatch           |
| 405456 - | 2004 TG244               | 26 agosto 2004    | CSS                  |
| 405457 - | 2004 TF250               | 7 ottobre 2004    | Spacewatch           |
| 405458 - | 2004 TC266               | 9 ottobre 2004    | Spacewatch           |
| 405459 - | 2004 TX275               | 9 ottobre 2004    | Spacewatch           |
| 405460 - | 2004 TT276               | 9 ottobre 2004    | Spacewatch           |
| 405461 - | 2004 TR277               | 9 ottobre 2004    | Spacewatch           |
| 405462 - | 2004 TS293               | 10 ottobre 2004   | Spacewatch           |
| 405463 - | 2004 TT337               | 12 ottobre 2004   | Spacewatch           |
| 405464 - | 2004 TE338               | 12 ottobre 2004   | Spacewatch           |
| 405465 - | 2004 TA350               | 10 ottobre 2004   | Spacewatch           |
| 405466 - | 2004 TE367               | 5 ottobre 2004    | NEAT                 |
| 405467 - | 2004 VP1                 | 4 novembre 2004   | LINEAR               |
| 405468 - | 2004 VS11                | 7 ottobre 2004    | LONEOS               |
| 405469 - | 2004 VL23                | 5 novembre 2004   | NEAT                 |
| 405470 - | 2004 VT34                | 3 novembre 2004   | Spacewatch           |
| 405471 - | 2004 VQ36                | 4 novembre 2004   | Spacewatch           |
| 405472 - | 2004 VX53                | 7 novembre 2004   | LINEAR               |
| 405473 - | 2004 VY68                | 10 novembre 2004  | Spacewatch           |
| 405474 - | 2004 VO78                | 3 novembre 2004   | LINEAR               |
| 405475 - | 2004 VP96                | 14 ottobre 1998   | Spacewatch           |
| 405476 - | 2004 VG112               | 9 novembre 2004   | CSS                  |
| 405477 - | 2004 WE                  | 17 novembre 2004  | Siding Spring Survey |
| 405478 - | 2004 WN                  | 4 novembre 2004   | CSS                  |
| 405479 - | 2004 XR                  | 1º dicembre 2004  | NEAT                 |
| 405480 - | 2004 XX                  | 1º dicembre 2004  | NEAT                 |
| 405481 - | 2004 XG2                 | 1º dicembre 2004  | NEAT                 |
| 405482 - | 2004 XT2                 | 2 dicembre 2004   | CSS                  |
| 405483 - | 2004 XR6                 | 2 dicembre 2004   | LINEAR               |
| 405484 - | 2004 XP11                | 3 dicembre 2004   | Spacewatch           |
| 405485 - | 2004 XW16                | 3 dicembre 2004   | Spacewatch           |
| 405486 - | 2004 XU18                | 8 dicembre 2004   | LINEAR               |
| 405487 - | 2004 XH67                | 3 dicembre 2004   | Spacewatch           |
| 405488 - | 2004 XZ68                | 3 novembre 2004   | Spacewatch           |
| 405489 - | 2004 XZ91                | 11 dicembre 2004  | Spacewatch           |
| 405490 - | 2004 XR92                | 4 novembre 2004   | Spacewatch           |
| 405491 - | 2004 XF103               | 14 dicembre 2004  | CSS                  |
| 405492 - | 2004 XE104               | 9 dicembre 2004   | Spacewatch           |
| 405493 - | 2004 XE108               | 11 dicembre 2004  | LINEAR               |
| 405494 - | 2004 XY150               | 2 dicembre 2004   | Spacewatch           |
| 405495 - | 2004 XP154               | 15 dicembre 2004  | Spacewatch           |
| 405496 - | 2004 XL182               | 1º dicembre 2004  | CSS                  |
| 405497 - | 2004 XS191               | 11 dicembre 2004  | CSS                  |
| 405498 - | 2004 XQ192               | 2 dicembre 2004   | Spacewatch           |
| 405499 - | 2005 AR12                | 6 gennaio 2005    | LINEAR               |
| 405500 - | 2005 AY23                | 7 gennaio 2005    | Spacewatch           |

## 405501-405600
| Nome            | Designazione provvisoria | Data di scoperta  | Scopritore               |
| --------------- | ------------------------ | ----------------- | ------------------------ |
| 405501 -        | 2005 AH32                | 11 gennaio 2005   | LINEAR                   |
| 405502 -        | 2005 AY39                | 15 gennaio 2005   | LONEOS                   |
| 405503 -        | 2005 AW40                | 15 gennaio 2005   | LINEAR                   |
| 405504 -        | 2005 AN47                | 13 gennaio 2005   | Spacewatch               |
| 405505 -        | 2005 AO61                | 15 gennaio 2005   | Spacewatch               |
| 405506 -        | 2005 AB65                | 13 gennaio 2005   | Spacewatch               |
| 405507 -        | 2005 AT68                | 13 gennaio 2005   | Spacewatch               |
| 405508 -        | 2005 BG2                 | 16 gennaio 2005   | LONEOS                   |
| 405509 -        | 2005 BT7                 | 16 gennaio 2005   | LINEAR                   |
| 405510 -        | 2005 BD18                | 16 gennaio 2005   | LINEAR                   |
| 405511 -        | 2005 BO49                | 17 gennaio 2005   | CSS                      |
| 405512 -        | 2005 CF7                 | 21 dicembre 2004  | CSS                      |
| 405513 -        | 2005 CM27                | 2 febbraio 2005   | LINEAR                   |
| 405514 -        | 2005 CR40                | 9 febbraio 2005   | Boattini, A., Scholl, H. |
| 405515 -        | 2005 CD44                | 2 febbraio 2005   | Spacewatch               |
| 405516 -        | 2005 CL49                | 2 febbraio 2005   | CSS                      |
| 405517 -        | 2005 CQ61                | 9 febbraio 2005   | Spacewatch               |
| 405518 -        | 2005 CJ67                | 15 febbraio 2005  | Sposetti, S.             |
| 405519 -        | 2005 CS80                | 1º febbraio 2005  | CSS                      |
| 405520 -        | 2005 EA1                 | 1º marzo 2005     | Spacewatch               |
| 405521 -        | 2005 EQ30                | 3 marzo 2005      | Spacewatch               |
| 405522 -        | 2005 EM53                | 4 marzo 2005      | Spacewatch               |
| 405523 -        | 2005 EG60                | 4 marzo 2005      | CSS                      |
| 405524 -        | 2005 EC65                | 4 marzo 2005      | LINEAR                   |
| 405525 -        | 2005 EA70                | 8 marzo 2005      | LINEAR                   |
| 405526 -        | 2005 EY104               | 4 marzo 2005      | Mt. Lemmon Survey        |
| 405527 -        | 2005 EH130               | 9 marzo 2005      | Mt. Lemmon Survey        |
| 405528 -        | 2005 EZ131               | 9 marzo 2005      | CSS                      |
| 405529 -        | 2005 EQ141               | 14 febbraio 2005  | Spacewatch               |
| 405530 -        | 2005 EM159               | 9 marzo 2005      | Mt. Lemmon Survey        |
| 405531 -        | 2005 EK168               | 11 marzo 2005     | Mt. Lemmon Survey        |
| 405532 -        | 2005 EE172               | 7 marzo 2005      | LINEAR                   |
| 405533 -        | 2005 EM256               | 11 marzo 2005     | Mt. Lemmon Survey        |
| 405534 -        | 2005 EN295               | 15 marzo 2005     | CSS                      |
| 405535 -        | 2005 EN310               | 10 marzo 2005     | Mt. Lemmon Survey        |
| 405536 -        | 2005 EZ311               | 10 marzo 2005     | Mt. Lemmon Survey        |
| 405537 -        | 2005 EQ328               | 4 marzo 2005      | Mt. Lemmon Survey        |
| 405538 -        | 2005 GR3                 | 1º aprile 2005    | Spacewatch               |
| 405539 -        | 2005 GY28                | 4 aprile 2005     | Spacewatch               |
| 405540 -        | 2005 GR38                | 4 aprile 2005     | Spacewatch               |
| 405541 -        | 2005 GM44                | 5 aprile 2005     | NEAT                     |
| 405542 -        | 2005 GE49                | 5 aprile 2005     | Mt. Lemmon Survey        |
| 405543 -        | 2005 GN97                | 7 aprile 2005     | Spacewatch               |
| 405544 -        | 2005 GH99                | 7 aprile 2005     | Spacewatch               |
| 405545 -        | 2005 GN209               | 6 aprile 2005     | CSS                      |
| 405546 -        | 2005 JU21                | 6 maggio 2005     | CSS                      |
| 405547 -        | 2005 JV35                | 4 maggio 2005     | Spacewatch               |
| 405548 -        | 2005 JH65                | 11 aprile 2005    | Spacewatch               |
| 405549 -        | 2005 JO121               | 10 maggio 2005    | Spacewatch               |
| 405550 -        | 2005 JM133               | 14 maggio 2005    | Spacewatch               |
| 405551 -        | 2005 JM166               | 11 maggio 2005    | NEAT                     |
| 405552 -        | 2005 KF5                 | 18 maggio 2005    | NEAT                     |
| 405553 -        | 2005 LP5                 | 2 giugno 2005     | Siding Spring Survey     |
| 405554 -        | 2005 LB7                 | 1º giugno 2005    | Spacewatch               |
| 405555 -        | 2005 LQ14                | 20 maggio 2005    | Mt. Lemmon Survey        |
| 405556 -        | 2005 ML48                | 14 maggio 2005    | Mt. Lemmon Survey        |
| 405557 -        | 2005 NF15                | 2 luglio 2005     | Spacewatch               |
| 405558 -        | 2005 NP43                | 6 luglio 2005     | Spacewatch               |
| 405559 -        | 2005 NU55                | 4 luglio 2005     | CSS                      |
| 405560 -        | 2005 NP118               | 7 luglio 2005     | Veillet, C.              |
| 405561 -        | 2005 NQ123               | 10 luglio 2005    | Siding Spring Survey     |
| 405562 -        | 2005 OJ3                 | 30 luglio 2005    | CINEOS                   |
| 405563 -        | 2005 OC9                 | 26 luglio 2005    | NEAT                     |
| 405564 -        | 2005 ON27                | 31 luglio 2005    | NEAT                     |
| 405565 -        | 2005 QF11                | 27 agosto 2005    | Ferrando, R.             |
| 405566 -        | 2005 QC19                | 25 agosto 2005    | CINEOS                   |
| 405567 -        | 2005 QQ50                | 26 agosto 2005    | NEAT                     |
| 405568 -        | 2005 QB60                | 26 agosto 2005    | CINEOS                   |
| 405569 -        | 2005 QR65                | 27 agosto 2005    | LONEOS                   |
| 405570 -        | 2005 QR67                | 28 agosto 2005    | Spacewatch               |
| 405571 Erdőspál | 2005 QE87                | 31 agosto 2005    | Piszkesteto              |
| 405572 -        | 2005 QR93                | 26 agosto 2005    | NEAT                     |
| 405573 -        | 2005 QW122               | 28 agosto 2005    | Spacewatch               |
| 405574 -        | 2005 QB124               | 28 agosto 2005    | Spacewatch               |
| 405575 -        | 2005 QY128               | 28 agosto 2005    | Spacewatch               |
| 405576 -        | 2005 QY134               | 28 agosto 2005    | Spacewatch               |
| 405577 -        | 2005 QM135               | 28 agosto 2005    | Spacewatch               |
| 405578 -        | 2005 QB140               | 28 agosto 2005    | Spacewatch               |
| 405579 -        | 2005 QY142               | 31 agosto 2005    | Spacewatch               |
| 405580 -        | 2005 QZ173               | 31 agosto 2005    | Spacewatch               |
| 405581 -        | 2005 QT189               | 29 agosto 2005    | Spacewatch               |
| 405582 -        | 2005 RK13                | 1º settembre 2005 | NEAT                     |
| 405583 -        | 2005 RZ44                | 3 settembre 2005  | NEAT                     |
| 405584 -        | 2005 RJ48                | 1º settembre 2005 | NEAT                     |
| 405585 -        | 2005 SF9                 | 8 agosto 2005     | Siding Spring Survey     |
| 405586 -        | 2005 ST13                | 24 settembre 2005 | Spacewatch               |
| 405587 -        | 2005 SY14                | 26 settembre 2005 | Spacewatch               |
| 405588 -        | 2005 SM29                | 23 settembre 2005 | Spacewatch               |
| 405589 -        | 2005 SL30                | 1º settembre 2005 | Spacewatch               |
| 405590 -        | 2005 SE45                | 24 settembre 2005 | Spacewatch               |
| 405591 -        | 2005 SK46                | 24 settembre 2005 | Spacewatch               |
| 405592 -        | 2005 SV46                | 24 settembre 2005 | Spacewatch               |
| 405593 -        | 2005 SM55                | 25 settembre 2005 | Spacewatch               |
| 405594 -        | 2005 SH61                | 26 settembre 2005 | Spacewatch               |
| 405595 -        | 2005 SJ74                | 14 settembre 2005 | Spacewatch               |
| 405596 -        | 2005 SE79                | 24 settembre 2005 | Spacewatch               |
| 405597 -        | 2005 SR80                | 24 settembre 2005 | Spacewatch               |
| 405598 -        | 2005 SF86                | 24 settembre 2005 | Spacewatch               |
| 405599 -        | 2005 SD94                | 11 settembre 2005 | Spacewatch               |
| 405600 -        | 2005 SC102               | 25 settembre 2005 | Spacewatch               |

## 405601-405700
| Nome     | Designazione provvisoria | Data di scoperta  | Scopritore        |
| -------- | ------------------------ | ----------------- | ----------------- |
| 405601 - | 2005 SS106               | 26 settembre 2005 | Spacewatch        |
| 405602 - | 2005 SU108               | 26 settembre 2005 | Spacewatch        |
| 405603 - | 2005 SD114               | 27 settembre 2005 | Spacewatch        |
| 405604 - | 2005 SV116               | 29 agosto 2005    | Spacewatch        |
| 405605 - | 2005 SZ131               | 29 settembre 2005 | Spacewatch        |
| 405606 - | 2005 SK141               | 25 settembre 2005 | Spacewatch        |
| 405607 - | 2005 SA145               | 25 settembre 2005 | Spacewatch        |
| 405608 - | 2005 SG159               | 26 settembre 2005 | Spacewatch        |
| 405609 - | 2005 SN166               | 28 settembre 2005 | NEAT              |
| 405610 - | 2005 SL167               | 28 settembre 2005 | NEAT              |
| 405611 - | 2005 SN171               | 29 settembre 2005 | Spacewatch        |
| 405612 - | 2005 SF176               | 29 settembre 2005 | Spacewatch        |
| 405613 - | 2005 SH177               | 29 settembre 2005 | Spacewatch        |
| 405614 - | 2005 SP177               | 29 settembre 2005 | Spacewatch        |
| 405615 - | 2005 SC185               | 29 settembre 2005 | Spacewatch        |
| 405616 - | 2005 SK185               | 29 settembre 2005 | Spacewatch        |
| 405617 - | 2005 SH188               | 29 settembre 2005 | Mt. Lemmon Survey |
| 405618 - | 2005 SY198               | 30 settembre 2005 | Spacewatch        |
| 405619 - | 2005 SU200               | 30 settembre 2005 | Spacewatch        |
| 405620 - | 2005 SQ215               | 30 settembre 2005 | CSS               |
| 405621 - | 2005 SH218               | 30 settembre 2005 | NEAT              |
| 405622 - | 2005 SC228               | 24 settembre 2005 | Spacewatch        |
| 405623 - | 2005 SP228               | 13 settembre 2005 | Spacewatch        |
| 405624 - | 2005 ST230               | 30 settembre 2005 | Mt. Lemmon Survey |
| 405625 - | 2005 SM267               | 29 agosto 2005    | LONEOS            |
| 405626 - | 2005 SS271               | 26 settembre 2005 | Spacewatch        |
| 405627 - | 2005 SL275               | 29 settembre 2005 | Spacewatch        |
| 405628 - | 2005 SW280               | 29 settembre 2005 | CSS               |
| 405629 - | 2005 TG5                 | 1º ottobre 2005   | CSS               |
| 405630 - | 2005 TX7                 | 1º ottobre 2005   | Spacewatch        |
| 405631 - | 2005 TS8                 | 1º ottobre 2005   | Spacewatch        |
| 405632 - | 2005 TZ9                 | 2 ottobre 2005    | NEAT              |
| 405633 - | 2005 TC28                | 1º ottobre 2005   | Spacewatch        |
| 405634 - | 2005 TB37                | 14 settembre 2005 | Spacewatch        |
| 405635 - | 2005 TF39                | 1º ottobre 2005   | Mt. Lemmon Survey |
| 405636 - | 2005 TE41                | 25 settembre 2005 | Spacewatch        |
| 405637 - | 2005 TY43                | 3 ottobre 2005    | CSS               |
| 405638 - | 2005 TR66                | 5 ottobre 2005    | Mt. Lemmon Survey |
| 405639 - | 2005 TO67                | 5 ottobre 2005    | Mt. Lemmon Survey |
| 405640 - | 2005 TY90                | 23 settembre 2005 | Spacewatch        |
| 405641 - | 2005 TK91                | 23 settembre 2005 | Spacewatch        |
| 405642 - | 2005 TT92                | 25 settembre 2005 | Spacewatch        |
| 405643 - | 2005 TJ98                | 31 agosto 2005    | Spacewatch        |
| 405644 - | 2005 TW100               | 1º ottobre 2005   | CSS               |
| 405645 - | 2005 TF113               | 7 ottobre 2005    | Spacewatch        |
| 405646 - | 2005 TF115               | 7 ottobre 2005    | Spacewatch        |
| 405647 - | 2005 TE125               | 26 settembre 2005 | Spacewatch        |
| 405648 - | 2005 TY132               | 7 ottobre 2005    | Spacewatch        |
| 405649 - | 2005 TU138               | 8 ottobre 2005    | Spacewatch        |
| 405650 - | 2005 TP142               | 8 ottobre 2005    | Spacewatch        |
| 405651 - | 2005 TE157               | 9 ottobre 2005    | Spacewatch        |
| 405652 - | 2005 TS162               | 9 ottobre 2005    | Spacewatch        |
| 405653 - | 2005 TL197               | 11 ottobre 2005   | LONEOS            |
| 405654 - | 2005 UP26                | 23 ottobre 2005   | Spacewatch        |
| 405655 - | 2005 UB29                | 23 ottobre 2005   | CSS               |
| 405656 - | 2005 UU66                | 22 ottobre 2005   | NEAT              |
| 405657 - | 2005 UY69                | 23 ottobre 2005   | CSS               |
| 405658 - | 2005 UR76                | 15 settembre 2005 | LINEAR            |
| 405659 - | 2005 US85                | 7 ottobre 2005    | CSS               |
| 405660 - | 2005 UJ97                | 22 ottobre 2005   | Spacewatch        |
| 405661 - | 2005 UR105               | 22 ottobre 2005   | Spacewatch        |
| 405662 - | 2005 UR111               | 22 ottobre 2005   | Spacewatch        |
| 405663 - | 2005 UQ125               | 24 ottobre 2005   | Spacewatch        |
| 405664 - | 2005 UE140               | 30 settembre 2005 | Mt. Lemmon Survey |
| 405665 - | 2005 UX156               | 24 ottobre 2005   | Spacewatch        |
| 405666 - | 2005 UC158               | 5 ottobre 2005    | Spacewatch        |
| 405667 - | 2005 UW170               | 24 ottobre 2005   | Spacewatch        |
| 405668 - | 2005 UH171               | 24 ottobre 2005   | Spacewatch        |
| 405669 - | 2005 UT185               | 25 ottobre 2005   | Mt. Lemmon Survey |
| 405670 - | 2005 UC187               | 26 ottobre 2005   | Spacewatch        |
| 405671 - | 2005 UP187               | 29 settembre 2005 | Mt. Lemmon Survey |
| 405672 - | 2005 UR189               | 27 ottobre 2005   | Mt. Lemmon Survey |
| 405673 - | 2005 UX189               | 27 ottobre 2005   | Mt. Lemmon Survey |
| 405674 - | 2005 UN192               | 27 ottobre 2005   | Spacewatch        |
| 405675 - | 2005 UF200               | 25 ottobre 2005   | Spacewatch        |
| 405676 - | 2005 UE212               | 27 ottobre 2005   | Spacewatch        |
| 405677 - | 2005 UZ220               | 25 ottobre 2005   | Spacewatch        |
| 405678 - | 2005 UL227               | 1º ottobre 2005   | Mt. Lemmon Survey |
| 405679 - | 2005 US227               | 25 ottobre 2005   | Spacewatch        |
| 405680 - | 2005 UY240               | 25 ottobre 2005   | Spacewatch        |
| 405681 - | 2005 UU247               | 29 settembre 2005 | Mt. Lemmon Survey |
| 405682 - | 2005 UX250               | 23 ottobre 2005   | CSS               |
| 405683 - | 2005 UE269               | 25 settembre 2005 | Spacewatch        |
| 405684 - | 2005 UG279               | 24 ottobre 2005   | Spacewatch        |
| 405685 - | 2005 UR286               | 26 ottobre 2005   | Spacewatch        |
| 405686 - | 2005 UX305               | 27 ottobre 2005   | Mt. Lemmon Survey |
| 405687 - | 2005 UH306               | 27 ottobre 2005   | Mt. Lemmon Survey |
| 405688 - | 2005 UU319               | 27 ottobre 2005   | Spacewatch        |
| 405689 - | 2005 UA320               | 27 ottobre 2005   | Spacewatch        |
| 405690 - | 2005 UB323               | 22 ottobre 2005   | Spacewatch        |
| 405691 - | 2005 UK327               | 29 ottobre 2005   | Spacewatch        |
| 405692 - | 2005 UH338               | 1º ottobre 2005   | Mt. Lemmon Survey |
| 405693 - | 2005 UX344               | 29 ottobre 2005   | Mt. Lemmon Survey |
| 405694 - | 2005 UO362               | 27 ottobre 2005   | Spacewatch        |
| 405695 - | 2005 UU366               | 22 ottobre 2005   | Spacewatch        |
| 405696 - | 2005 UG388               | 26 ottobre 2005   | Spacewatch        |
| 405697 - | 2005 UH398               | 30 ottobre 2005   | LINEAR            |
| 405698 - | 2005 UO418               | 7 ottobre 2005    | Mt. Lemmon Survey |
| 405699 - | 2005 UC491               | 10 ottobre 2005   | CSS               |
| 405700 - | 2005 UG500               | 27 ottobre 2005   | LONEOS            |

## 405701-405800
| Nome     | Designazione provvisoria | Data di scoperta  | Scopritore        |
| -------- | ------------------------ | ----------------- | ----------------- |
| 405701 - | 2005 UX514               | 22 ottobre 2005   | Becker, A. C.     |
| 405702 - | 2005 UV521               | 26 ottobre 2005   | Becker, A. C.     |
| 405703 - | 2005 UZ527               | 30 settembre 2005 | Mt. Lemmon Survey |
| 405704 - | 2005 VV59                | 25 ottobre 2005   | Spacewatch        |
| 405705 - | 2005 VH64                | 1º novembre 2005  | Mt. Lemmon Survey |
| 405706 - | 2005 VK65                | 1º novembre 2005  | Mt. Lemmon Survey |
| 405707 - | 2005 VZ65                | 1º novembre 2005  | Mt. Lemmon Survey |
| 405708 - | 2005 VX86                | 28 ottobre 2005   | Mt. Lemmon Survey |
| 405709 - | 2005 VR91                | 28 ottobre 2005   | Mt. Lemmon Survey |
| 405710 - | 2005 VA131               | 1º novembre 2005  | Becker, A. C.     |
| 405711 - | 2005 VN135               | 12 novembre 2005  | Spacewatch        |
| 405712 - | 2005 WJ28                | 21 novembre 2005  | Spacewatch        |
| 405713 - | 2005 WK35                | 22 novembre 2005  | Spacewatch        |
| 405714 - | 2005 WO36                | 22 novembre 2005  | Spacewatch        |
| 405715 - | 2005 WU39                | 25 novembre 2005  | Mt. Lemmon Survey |
| 405716 - | 2005 WR42                | 21 novembre 2005  | Spacewatch        |
| 405717 - | 2005 WB66                | 5 novembre 2005   | Spacewatch        |
| 405718 - | 2005 WK79                | 25 novembre 2005  | Spacewatch        |
| 405719 - | 2005 WR103               | 31 ottobre 2005   | CSS               |
| 405720 - | 2005 WT114               | 28 novembre 2005  | CSS               |
| 405721 - | 2005 WR143               | 22 novembre 2005  | Spacewatch        |
| 405722 - | 2005 WV157               | 30 ottobre 2005   | Mt. Lemmon Survey |
| 405723 - | 2005 WF163               | 29 novembre 2005  | Spacewatch        |
| 405724 - | 2005 WJ172               | 4 novembre 2005   | Spacewatch        |
| 405725 - | 2005 WC211               | 29 novembre 2005  | Spacewatch        |
| 405726 - | 2005 XJ                  | 1º dicembre 2005  | Healy, D.         |
| 405727 - | 2005 XS23                | 2 dicembre 2005   | LINEAR            |
| 405728 - | 2005 XQ25                | 4 dicembre 2005   | Mt. Lemmon Survey |
| 405729 - | 2005 XN40                | 5 dicembre 2005   | Mt. Lemmon Survey |
| 405730 - | 2005 XM64                | 6 dicembre 2005   | Spacewatch        |
| 405731 - | 2005 YS7                 | 22 dicembre 2005  | Spacewatch        |
| 405732 - | 2005 YQ12                | 21 dicembre 2005  | Spacewatch        |
| 405733 - | 2005 YR13                | 27 ottobre 2005   | Mt. Lemmon Survey |
| 405734 - | 2005 YA15                | 6 novembre 2005   | Mt. Lemmon Survey |
| 405735 - | 2005 YR22                | 24 dicembre 2005  | Spacewatch        |
| 405736 - | 2005 YV25                | 24 dicembre 2005  | Spacewatch        |
| 405737 - | 2005 YD26                | 24 dicembre 2005  | Spacewatch        |
| 405738 - | 2005 YT30                | 22 dicembre 2005  | Spacewatch        |
| 405739 - | 2005 YT33                | 30 novembre 2005  | Mt. Lemmon Survey |
| 405740 - | 2005 YT39                | 22 dicembre 2005  | Spacewatch        |
| 405741 - | 2005 YV40                | 25 dicembre 2005  | Mt. Lemmon Survey |
| 405742 - | 2005 YD58                | 24 dicembre 2005  | Spacewatch        |
| 405743 - | 2005 YV67                | 5 dicembre 2005   | Mt. Lemmon Survey |
| 405744 - | 2005 YA70                | 1º ottobre 2005   | Mt. Lemmon Survey |
| 405745 - | 2005 YW77                | 24 dicembre 2005  | Spacewatch        |
| 405746 - | 2005 YF81                | 4 dicembre 2005   | Mt. Lemmon Survey |
| 405747 - | 2005 YT105               | 25 dicembre 2005  | Spacewatch        |
| 405748 - | 2005 YE106               | 25 dicembre 2005  | Spacewatch        |
| 405749 - | 2005 YX107               | 4 dicembre 2005   | Mt. Lemmon Survey |
| 405750 - | 2005 YJ109               | 25 dicembre 2005  | Spacewatch        |
| 405751 - | 2005 YX117               | 25 dicembre 2005  | Spacewatch        |
| 405752 - | 2005 YT122               | 24 dicembre 2005  | LINEAR            |
| 405753 - | 2005 YF127               | 30 ottobre 2005   | Mt. Lemmon Survey |
| 405754 - | 2005 YK129               | 24 dicembre 2005  | Spacewatch        |
| 405755 - | 2005 YC133               | 26 dicembre 2005  | Spacewatch        |
| 405756 - | 2005 YK133               | 26 dicembre 2005  | Spacewatch        |
| 405757 - | 2005 YK138               | 26 dicembre 2005  | Spacewatch        |
| 405758 - | 2005 YO148               | 25 dicembre 2005  | Spacewatch        |
| 405759 - | 2005 YJ149               | 25 dicembre 2005  | Spacewatch        |
| 405760 - | 2005 YN151               | 25 dicembre 2005  | Spacewatch        |
| 405761 - | 2005 YD152               | 27 dicembre 2005  | Mt. Lemmon Survey |
| 405762 - | 2005 YO180               | 29 dicembre 2005  | Tholen, D. J.     |
| 405763 - | 2005 YS183               | 27 dicembre 2005  | Spacewatch        |
| 405764 - | 2005 YF184               | 27 dicembre 2005  | Spacewatch        |
| 405765 - | 2005 YW185               | 30 dicembre 2005  | Spacewatch        |
| 405766 - | 2005 YW189               | 30 dicembre 2005  | Spacewatch        |
| 405767 - | 2005 YA203               | 25 dicembre 2005  | Spacewatch        |
| 405768 - | 2005 YP218               | 30 dicembre 2005  | Mt. Lemmon Survey |
| 405769 - | 2005 YY223               | 24 dicembre 2005  | Spacewatch        |
| 405770 - | 2005 YV224               | 5 dicembre 2005   | Spacewatch        |
| 405771 - | 2005 YW228               | 25 dicembre 2005  | Mt. Lemmon Survey |
| 405772 - | 2005 YW239               | 29 dicembre 2005  | Spacewatch        |
| 405773 - | 2005 YX252               | 29 dicembre 2005  | Spacewatch        |
| 405774 - | 2005 YF275               | 27 dicembre 2005  | Mt. Lemmon Survey |
| 405775 - | 2005 YC281               | 25 dicembre 2005  | Spacewatch        |
| 405776 - | 2006 AP                  | 1º gennaio 2006   | CSS               |
| 405777 - | 2006 AZ                  | 2 gennaio 2006    | LINEAR            |
| 405778 - | 2006 AM13                | 21 dicembre 2005  | Spacewatch        |
| 405779 - | 2006 AB22                | 5 gennaio 2006    | CSS               |
| 405780 - | 2006 AZ34                | 4 gennaio 2006    | Spacewatch        |
| 405781 - | 2006 AN35                | 28 dicembre 2005  | Spacewatch        |
| 405782 - | 2006 AX35                | 27 ottobre 2005   | Mt. Lemmon Survey |
| 405783 - | 2006 AE43                | 6 gennaio 2006    | Spacewatch        |
| 405784 - | 2006 AD44                | 7 gennaio 2006    | LONEOS            |
| 405785 - | 2006 AP48                | 8 gennaio 2006    | Mt. Lemmon Survey |
| 405786 - | 2006 AN53                | 5 gennaio 2006    | Spacewatch        |
| 405787 - | 2006 AN58                | 4 gennaio 2006    | Spacewatch        |
| 405788 - | 2006 AV64                | 25 dicembre 2005  | Spacewatch        |
| 405789 - | 2006 AP66                | 9 gennaio 2006    | Spacewatch        |
| 405790 - | 2006 AO68                | 5 gennaio 2006    | Mt. Lemmon Survey |
| 405791 - | 2006 AF72                | 6 gennaio 2006    | Mt. Lemmon Survey |
| 405792 - | 2006 AC73                | 7 gennaio 2006    | Mt. Lemmon Survey |
| 405793 - | 2006 AU80                | 7 gennaio 2006    | Mt. Lemmon Survey |
| 405794 - | 2006 AS84                | 6 gennaio 2006    | LINEAR            |
| 405795 - | 2006 AT86                | 7 gennaio 2006    | LONEOS            |
| 405796 - | 2006 AX100               | 9 gennaio 2006    | Spacewatch        |
| 405797 - | 2006 BG1                 | 7 gennaio 2006    | Mt. Lemmon Survey |
| 405798 - | 2006 BQ22                | 10 gennaio 2006   | Mt. Lemmon Survey |
| 405799 - | 2006 BT30                | 20 gennaio 2006   | Spacewatch        |
| 405800 - | 2006 BQ37                | 7 gennaio 2006    | Mt. Lemmon Survey |

## 405801-405900
| Nome     | Designazione provvisoria | Data di scoperta  | Scopritore        |
| -------- | ------------------------ | ----------------- | ----------------- |
| 405801 - | 2006 BZ38                | 6 novembre 2005   | Mt. Lemmon Survey |
| 405802 - | 2006 BY39                | 20 gennaio 2006   | Spacewatch        |
| 405803 - | 2006 BS46                | 23 gennaio 2006   | Mt. Lemmon Survey |
| 405804 - | 2006 BR48                | 25 gennaio 2006   | Spacewatch        |
| 405805 - | 2006 BZ50                | 25 gennaio 2006   | CSS               |
| 405806 - | 2006 BT53                | 25 gennaio 2006   | Spacewatch        |
| 405807 - | 2006 BQ54                | 25 gennaio 2006   | Spacewatch        |
| 405808 - | 2006 BS57                | 23 gennaio 2006   | Spacewatch        |
| 405809 - | 2006 BZ59                | 25 gennaio 2006   | Spacewatch        |
| 405810 - | 2006 BL71                | 23 gennaio 2006   | Spacewatch        |
| 405811 - | 2006 BQ72                | 23 gennaio 2006   | Spacewatch        |
| 405812 - | 2006 BH75                | 23 gennaio 2006   | Spacewatch        |
| 405813 - | 2006 BC77                | 23 gennaio 2006   | Mt. Lemmon Survey |
| 405814 - | 2006 BL83                | 8 gennaio 2006    | Spacewatch        |
| 405815 - | 2006 BN84                | 24 dicembre 2005  | Spacewatch        |
| 405816 - | 2006 BV94                | 26 gennaio 2006   | Spacewatch        |
| 405817 - | 2006 BQ100               | 28 gennaio 2006   | CSS               |
| 405818 - | 2006 BK101               | 23 gennaio 2006   | Mt. Lemmon Survey |
| 405819 - | 2006 BJ102               | 23 gennaio 2006   | Mt. Lemmon Survey |
| 405820 - | 2006 BV113               | 25 gennaio 2006   | Spacewatch        |
| 405821 - | 2006 BA114               | 25 gennaio 2006   | Spacewatch        |
| 405822 - | 2006 BV123               | 26 gennaio 2006   | Spacewatch        |
| 405823 - | 2006 BE126               | 26 gennaio 2006   | Spacewatch        |
| 405824 - | 2006 BM136               | 5 dicembre 2005   | Mt. Lemmon Survey |
| 405825 - | 2006 BC137               | 25 gennaio 2006   | Spacewatch        |
| 405826 - | 2006 BW137               | 28 gennaio 2006   | Mt. Lemmon Survey |
| 405827 - | 2006 BM139               | 28 gennaio 2006   | Mt. Lemmon Survey |
| 405828 - | 2006 BX141               | 26 gennaio 2006   | Spacewatch        |
| 405829 - | 2006 BJ143               | 27 gennaio 2006   | Mt. Lemmon Survey |
| 405830 - | 2006 BB145               | 9 gennaio 2006    | Spacewatch        |
| 405831 - | 2006 BC152               | 25 gennaio 2006   | Spacewatch        |
| 405832 - | 2006 BW153               | 25 gennaio 2006   | Spacewatch        |
| 405833 - | 2006 BQ158               | 25 dicembre 2005  | Mt. Lemmon Survey |
| 405834 - | 2006 BM159               | 26 gennaio 2006   | Spacewatch        |
| 405835 - | 2006 BB179               | 7 gennaio 2006    | Mt. Lemmon Survey |
| 405836 - | 2006 BD179               | 27 gennaio 2006   | Mt. Lemmon Survey |
| 405837 - | 2006 BV182               | 27 gennaio 2006   | Mt. Lemmon Survey |
| 405838 - | 2006 BZ185               | 5 gennaio 2006    | Mt. Lemmon Survey |
| 405839 - | 2006 BO199               | 30 gennaio 2006   | Spacewatch        |
| 405840 - | 2006 BP203               | 13 aprile 2001    | Spacewatch        |
| 405841 - | 2006 BF212               | 31 gennaio 2006   | Spacewatch        |
| 405842 - | 2006 BQ223               | 30 gennaio 2006   | Spacewatch        |
| 405843 - | 2006 BT227               | 26 gennaio 2006   | Spacewatch        |
| 405844 - | 2006 BM229               | 5 dicembre 2005   | Mt. Lemmon Survey |
| 405845 - | 2006 BJ230               | 23 gennaio 2006   | Spacewatch        |
| 405846 - | 2006 BS248               | 31 gennaio 2006   | Spacewatch        |
| 405847 - | 2006 BR255               | 31 gennaio 2006   | CSS               |
| 405848 - | 2006 BQ278               | 26 gennaio 2006   | Spacewatch        |
| 405849 - | 2006 BA280               | 23 gennaio 2006   | Spacewatch        |
| 405850 - | 2006 BN283               | 22 gennaio 2006   | Mt. Lemmon Survey |
| 405851 - | 2006 CZ10                | 7 gennaio 2006    | Mt. Lemmon Survey |
| 405852 - | 2006 CS12                | 1º febbraio 2006  | Spacewatch        |
| 405853 - | 2006 CA15                | 8 gennaio 2006    | Mt. Lemmon Survey |
| 405854 - | 2006 CE58                | 22 gennaio 2006   | Mt. Lemmon Survey |
| 405855 - | 2006 CW66                | 4 agosto 2003     | Spacewatch        |
| 405856 - | 2006 DB10                | 23 gennaio 2006   | Spacewatch        |
| 405857 - | 2006 DA53                | 24 febbraio 2006  | Spacewatch        |
| 405858 - | 2006 DU55                | 24 febbraio 2006  | Mt. Lemmon Survey |
| 405859 - | 2006 DP61                | 24 febbraio 2006  | Mt. Lemmon Survey |
| 405860 - | 2006 DJ65                | 21 febbraio 2006  | CSS               |
| 405861 - | 2006 DN80                | 24 febbraio 2006  | Spacewatch        |
| 405862 - | 2006 DJ81                | 24 febbraio 2006  | Spacewatch        |
| 405863 - | 2006 DJ84                | 24 febbraio 2006  | Spacewatch        |
| 405864 - | 2006 DP90                | 24 febbraio 2006  | Spacewatch        |
| 405865 - | 2006 DZ96                | 24 febbraio 2006  | Mt. Lemmon Survey |
| 405866 - | 2006 DQ98                | 26 gennaio 2006   | Spacewatch        |
| 405867 - | 2006 DJ111               | 27 febbraio 2006  | Spacewatch        |
| 405868 - | 2006 DO111               | 20 febbraio 2006  | Spacewatch        |
| 405869 - | 2006 DS127               | 23 gennaio 2006   | Mt. Lemmon Survey |
| 405870 - | 2006 DL149               | 25 febbraio 2006  | Spacewatch        |
| 405871 - | 2006 DW149               | 25 febbraio 2006  | Spacewatch        |
| 405872 - | 2006 DS176               | 27 febbraio 2006  | Mt. Lemmon Survey |
| 405873 - | 2006 DW179               | 27 settembre 2003 | Spacewatch        |
| 405874 - | 2006 DK200               | 24 febbraio 2006  | NEAT              |
| 405875 - | 2006 DN210               | 20 febbraio 2006  | Spacewatch        |
| 405876 - | 2006 DN216               | 20 febbraio 2006  | Spacewatch        |
| 405877 - | 2006 EU3                 | 3 ottobre 1997    | Spacewatch        |
| 405878 - | 2006 EL5                 | 4 febbraio 2006   | Mt. Lemmon Survey |
| 405879 - | 2006 EF7                 | 2 marzo 2006      | Spacewatch        |
| 405880 - | 2006 EA14                | 2 marzo 2006      | Spacewatch        |
| 405881 - | 2006 EO17                | 20 febbraio 2006  | Spacewatch        |
| 405882 - | 2006 EL21                | 30 gennaio 2006   | Spacewatch        |
| 405883 - | 2006 EX21                | 3 marzo 2006      | Spacewatch        |
| 405884 - | 2006 EN37                | 3 marzo 2006      | Spacewatch        |
| 405885 - | 2006 EC67                | 8 marzo 2006      | Spacewatch        |
| 405886 - | 2006 EU67                | 5 gennaio 2006    | Mt. Lemmon Survey |
| 405887 - | 2006 FO6                 | 23 marzo 2006     | Mt. Lemmon Survey |
| 405888 - | 2006 FB31                | 25 marzo 2006     | Spacewatch        |
| 405889 - | 2006 FH32                | 25 marzo 2006     | Mt. Lemmon Survey |
| 405890 - | 2006 FQ32                | 25 marzo 2006     | Spacewatch        |
| 405891 - | 2006 FS37                | 6 gennaio 2006    | Mt. Lemmon Survey |
| 405892 - | 2006 FJ39                | 24 marzo 2006     | Spacewatch        |
| 405893 - | 2006 GH28                | 2 aprile 2006     | Spacewatch        |
| 405894 - | 2006 GQ28                | 2 aprile 2006     | Spacewatch        |
| 405895 - | 2006 GJ40                | 6 aprile 2006     | CSS               |
| 405896 - | 2006 HS8                 | 4 marzo 2006      | Spacewatch        |
| 405897 - | 2006 HO16                | 20 aprile 2006    | Spacewatch        |
| 405898 - | 2006 HO18                | 23 marzo 2006     | Mt. Lemmon Survey |
| 405899 - | 2006 HV18                | 18 aprile 2006    | Spacewatch        |
| 405900 - | 2006 HK22                | 20 aprile 2006    | Spacewatch        |

## 405901-406000
| Nome     | Designazione provvisoria | Data di scoperta  | Scopritore           |
| -------- | ------------------------ | ----------------- | -------------------- |
| 405901 - | 2006 HM36                | 20 aprile 2006    | Spacewatch           |
| 405902 - | 2006 HM56                | 23 marzo 2006     | Spacewatch           |
| 405903 - | 2006 HO64                | 24 aprile 2006    | Spacewatch           |
| 405904 - | 2006 HW71                | 25 aprile 2006    | Spacewatch           |
| 405905 - | 2006 HG72                | 25 aprile 2006    | Spacewatch           |
| 405906 - | 2006 HT82                | 26 aprile 2006    | Spacewatch           |
| 405907 - | 2006 HW98                | 26 aprile 2006    | Spacewatch           |
| 405908 - | 2006 HH99                | 30 aprile 2006    | Spacewatch           |
| 405909 - | 2006 HW103               | 9 marzo 2005      | CSS                  |
| 405910 - | 2006 HC117               | 26 aprile 2006    | Mt. Lemmon Survey    |
| 405911 - | 2006 HU120               | 30 aprile 2006    | Spacewatch           |
| 405912 - | 2006 HR132               | 26 aprile 2006    | Buie, M. W.          |
| 405913 - | 2006 JJ11                | 19 aprile 2006    | Spacewatch           |
| 405914 - | 2006 JX62                | 1º maggio 2006    | Buie, M. W.          |
| 405915 - | 2006 JP70                | 1º maggio 2006    | Wiegert, P. A.       |
| 405916 - | 2006 JG81                | 8 maggio 2006     | Mt. Lemmon Survey    |
| 405917 - | 2006 KO5                 | 9 maggio 2006     | Mt. Lemmon Survey    |
| 405918 - | 2006 KN28                | 20 maggio 2006    | Spacewatch           |
| 405919 - | 2006 KC37                | 21 maggio 2006    | Mt. Lemmon Survey    |
| 405920 - | 2006 KG48                | 21 maggio 2006    | Spacewatch           |
| 405921 - | 2006 KW50                | 21 maggio 2006    | Spacewatch           |
| 405922 - | 2006 KZ53                | 21 maggio 2006    | Spacewatch           |
| 405923 - | 2006 KQ58                | 22 maggio 2006    | Spacewatch           |
| 405924 - | 2006 KD68                | 20 maggio 2006    | NEAT                 |
| 405925 - | 2006 KC71                | 22 maggio 2006    | Spacewatch           |
| 405926 - | 2006 KQ109               | 31 maggio 2006    | Mt. Lemmon Survey    |
| 405927 - | 2006 OR21                | 25 luglio 2006    | Mt. Lemmon Survey    |
| 405928 - | 2006 PO32                | 15 agosto 2006    | NEAT                 |
| 405929 - | 2006 QG3                 | 17 agosto 2006    | NEAT                 |
| 405930 - | 2006 QL69                | 21 agosto 2006    | Spacewatch           |
| 405931 - | 2006 QK82                | 25 agosto 2006    | LINEAR               |
| 405932 - | 2006 QR94                | 16 agosto 2006    | NEAT                 |
| 405933 - | 2006 QT185               | 28 agosto 2006    | Spacewatch           |
| 405934 - | 2006 RM3                 | 12 settembre 2006 | CSS                  |
| 405935 - | 2006 RO5                 | 14 settembre 2006 | CSS                  |
| 405936 - | 2006 RC28                | 14 settembre 2006 | Spacewatch           |
| 405937 - | 2006 RN33                | 2 settembre 2006  | Observatoire Naef    |
| 405938 - | 2006 RC43                | 14 settembre 2006 | Spacewatch           |
| 405939 - | 2006 RP48                | 14 settembre 2006 | Spacewatch           |
| 405940 - | 2006 RV50                | 14 settembre 2006 | Spacewatch           |
| 405941 - | 2006 RM53                | 14 settembre 2006 | Spacewatch           |
| 405942 - | 2006 RA54                | 14 settembre 2006 | Spacewatch           |
| 405943 - | 2006 RU57                | 15 settembre 2006 | Spacewatch           |
| 405944 - | 2006 RH58                | 15 settembre 2006 | Spacewatch           |
| 405945 - | 2006 RF75                | 15 settembre 2006 | Spacewatch           |
| 405946 - | 2006 RL76                | 15 settembre 2006 | Spacewatch           |
| 405947 - | 2006 RO86                | 15 settembre 2006 | Spacewatch           |
| 405948 - | 2006 RD94                | 15 settembre 2006 | Spacewatch           |
| 405949 - | 2006 RM105               | 14 settembre 2006 | Masiero, J.          |
| 405950 - | 2006 RM120               | 14 settembre 2006 | Spacewatch           |
| 405951 - | 2006 SD1                 | 16 settembre 2006 | Spacewatch           |
| 405952 - | 2006 SK3                 | 16 settembre 2006 | CSS                  |
| 405953 - | 2006 SX4                 | 16 settembre 2006 | NEAT                 |
| 405954 - | 2006 SA5                 | 16 settembre 2006 | NEAT                 |
| 405955 - | 2006 SR6                 | 16 settembre 2006 | Siding Spring Survey |
| 405956 - | 2006 SW11                | 16 settembre 2006 | CSS                  |
| 405957 - | 2006 SP13                | 17 settembre 2006 | LINEAR               |
| 405958 - | 2006 SW13                | 17 settembre 2006 | Spacewatch           |
| 405959 - | 2006 SR34                | 17 settembre 2006 | CSS                  |
| 405960 - | 2006 SE44                | 17 settembre 2006 | CSS                  |
| 405961 - | 2006 SR45                | 18 settembre 2006 | CSS                  |
| 405962 - | 2006 SN56                | 19 settembre 2006 | CSS                  |
| 405963 - | 2006 SZ61                | 18 settembre 2006 | CSS                  |
| 405964 - | 2006 SP65                | 18 settembre 2006 | Spacewatch           |
| 405965 - | 2006 SW71                | 19 settembre 2006 | Spacewatch           |
| 405966 - | 2006 SN76                | 19 settembre 2006 | Spacewatch           |
| 405967 - | 2006 SL83                | 18 settembre 2006 | Spacewatch           |
| 405968 - | 2006 SG85                | 18 settembre 2006 | Spacewatch           |
| 405969 - | 2006 SG103               | 19 settembre 2006 | Spacewatch           |
| 405970 - | 2006 SJ105               | 19 settembre 2006 | Spacewatch           |
| 405971 - | 2006 SZ113               | 23 settembre 2006 | Spacewatch           |
| 405972 - | 2006 SV116               | 24 settembre 2006 | Spacewatch           |
| 405973 - | 2006 SJ123               | 19 settembre 2006 | CSS                  |
| 405974 - | 2006 SC129               | 17 settembre 2006 | CSS                  |
| 405975 - | 2006 SB132               | 16 settembre 2006 | CSS                  |
| 405976 - | 2006 SR147               | 19 settembre 2006 | Spacewatch           |
| 405977 - | 2006 SY152               | 20 settembre 2006 | Spacewatch           |
| 405978 - | 2006 SV153               | 20 settembre 2006 | CSS                  |
| 405979 - | 2006 SU154               | 21 settembre 2006 | LONEOS               |
| 405980 - | 2006 SA156               | 29 agosto 2006    | CSS                  |
| 405981 - | 2006 SO182               | 25 settembre 2006 | Mt. Lemmon Survey    |
| 405982 - | 2006 SV183               | 25 settembre 2006 | Mt. Lemmon Survey    |
| 405983 - | 2006 SE208               | 11 settembre 2006 | CSS                  |
| 405984 - | 2006 SH208               | 26 settembre 2006 | Spacewatch           |
| 405985 - | 2006 SM223               | 25 settembre 2006 | Mt. Lemmon Survey    |
| 405986 - | 2006 SS242               | 26 settembre 2006 | Spacewatch           |
| 405987 - | 2006 SZ257               | 26 settembre 2006 | Spacewatch           |
| 405988 - | 2006 SE281               | 29 settembre 2006 | LONEOS               |
| 405989 - | 2006 SH287               | 22 settembre 2006 | LONEOS               |
| 405990 - | 2006 SG294               | 17 settembre 2006 | Spacewatch           |
| 405991 - | 2006 SX309               | 27 settembre 2006 | Spacewatch           |
| 405992 - | 2006 SN310               | 27 settembre 2006 | Spacewatch           |
| 405993 - | 2006 SP318               | 27 settembre 2006 | Spacewatch           |
| 405994 - | 2006 SH333               | 28 settembre 2006 | Spacewatch           |
| 405995 - | 2006 SM335               | 21 luglio 2006    | Mt. Lemmon Survey    |
| 405996 - | 2006 SP343               | 18 settembre 2006 | Spacewatch           |
| 405997 - | 2006 SM345               | 28 settembre 2006 | Spacewatch           |
| 405998 - | 2006 SW350               | 30 settembre 2006 | CSS                  |
| 405999 - | 2006 SM353               | 30 settembre 2006 | CSS                  |
| 406000 - | 2006 SG356               | 30 settembre 2006 | CSS                  |